# 梁安 (明朝)
梁安，廣東肇慶府高要縣人，明朝政治人物、進士出身。
洪武四年，會試六十七名，登進士三甲，授濟南府德平縣縣丞。